# Pro Evolution Soccer 2016
Pro Evolution Soccer 2016 (ook wel bekend onder de afkorting PES 2016, of als Winning Eleven 2016 in Japan) is een voetbalsimulatiespel ontwikkeld door PES Productions en uitgegeven door Konami. Het spel kwam in september 2015 uit voor pc, PlayStation 3, PlayStation 4, Xbox 360 en Xbox One.

## Gelicentieerde competities

### Europa
- UEFA Champions League[1]
- UEFA Europa League[1]
- UEFA Super Cup[1]
- EK voetbal 2016[2]

### Zuid-Amerika
- Copa Sudamericana[3][4]
- Copa Libertadores[3][4]
- Campeonato Brasileiro[5]
- Campeonato Brasileiro Série A[5]
- Categoría Primera A[5]